# Сент-Олбанський собор
Сент-Олбанський собор (англ. St Albans Cathedral) — англіканський храм в Англії, в місті Сент-Олбанс. До XVI ст. — католицький бенедиктинський монастир і абатство святого Альбана (англ. St Albans Abbey), засноване в VIII ст. Названий на честь першого англійського мученика Альбана (Олбана). На базі монастиря виникло містечко Сент-Олбанс. Головна монастирська церква була перебудована в ХІ ст. Будівля, що збереглася, поєднує в собі елементи нормандської архітектури XI століття, середньовічну готику і добудови XIX століття. Один із головних культурних центрів середньовічного Англійського королівства. Після реформації в Англії та розпуску монастиря перетворений на англіканський храм. Отримав статус собору 1877 р.
У 2020 році в соборі з'явилась картина «Таємної вечері» на якій Ісус Христос зображений чорношкірим.

## Назва
- Абатство святого Альбана (англ. St Albans Abbey) — первісна назва.
- Монастир святого Альбана (англ. St Albans monastery) — первісна назва.
- Сент-Олбанське абатство (англ. St Albans abbey) — за назвою міста.
- Сент-Олбанський монастир (англ. St Albans monastery) — за назвою міста.
- Сент-Олбанський собор (англ. St Albans Cathedral) — за назвою міста.
- Собор святого Альбана (англ. St Albans Cathedral) — за назвою святого.

## Персоналії
- Матвій Паризький — англійський хроніст, історик.